# Prefecte del pretori
El prefecte del pretori (en llatí Praefectus Praetorio, en grec antic ἔπαρχος/ὕπαρχος τῶν πραιτωρίων) era el nom del càrrec que ostentava el comandant de les tropes encarregades de la custòdia personal dels emperadors (guàrdies pretorians).
Aquest ofici el va crear l'emperador August amb finalitat exclusivament militar i poc poder polític, i va agafar més importància sota Tiberi, amb Sejà com a prefecte pretorià, que va arribar a ser el segon càrrec de l'estat després de l'emperador. El Prefecte del pretori era un dels quatre prefectes que hi havia a la ciutat de Roma, juntament amb el Prefecte de la ciutat, el Prefecte de vigilància i el Prefecte de l'annona.
Durant el segle iii els prefectes tenien la vigilància i control de tots els departaments de l'estat, el palau, l'exèrcit, les finances i la llei; fins i tot disposaven d'una cort de justícia. Generalment el nombre de prefectes era de dos i en temps de Còmode es va pujar a tres o de vegades quatre; sempre eren elegits entre els equites però després d'Alexandre Sever a més eren senadors.
Sota Constantí el Gran, dissolts els pretorians, els prefectes del pretori van perdre les seves funcions militars i es van convertir en governadors territorials: un dels prefectes pretorians, resident a la cort, tenia el govern de Tràcia, Orient i Egipte; el segon, Grècia, Il·líria i Macedònia (residia a Sírmium i més tard a Tessalònica); el tercer governava Àfrica i Itàlia (amb seu a Roma); i el quart (amb seu a Trèveris) governava les Gàl·lies, Hispània i Britànnia. Eren els representants de l'emperador en els seus territoris i tenien jurisdicció sobre tots els afers civils, però no tenien control sobre l'exèrcit.